# چئونگ جون هونگ
چئونگ جون هونگ (انگلیسی: Cheong Jun Hoong؛ زادهٔ ۱۶ آوریل ۱۹۹۰) یک شیرجه‌رو اهل مالزی است. وی در المپیک ریو مدال نقره گرفت. وی در بازی‌های المپیک تابستانی ۲۰۱۲ هم شرکت کرده بود و سوم شده بود.